# Ewan McGregor
Ewan McGregor, OBE (* 31. března 1971 Crieff, Skotsko, Spojené království) je skotský herec.

## Život
Narodil se na konci března v Perthu ve Skotsku. Jeho otec, James Charles Stuart, pracuje jako učitel tělocviku, jeho matka, Carol Diane, je také učitelka. Už jako malé dítě, kdy uviděl svého strýce, herce Denise Lawsona, v roli pilota v původní trilogii Hvězdné války, zatoužil být hercem. V 16 letech opustil domov a střední školu Crieff and Morrison Academy a přestěhoval se do Londýna, kde začal pracovat jako asistent a později i jako herec v divadle Perth Repertory. Následně začal studovat herectví na Guildhall School of Music and Drama a získal své první role v televizních seriálech a časem i ve filmech.
Společně se svými kamarády Judem Lawem, Johnny Lee Millerem, Seanem Pertwee, Sadie Frostovou založili produkční společnost Natural Nylon Entertainment, která podporuje vznik nezávislých filmů.
Je ženatý, 22. července 1995 si v malé vesničce ve Francii vzal Eve Mavrakisovou, francouzskou návrhářku, kterou poznal při natáčení britského televizního pořadu Kavanagh QC. V roce 1996 se jim narodila dcera Clara Mathilde a o pět let později v roce 2001 druhá dcera Esther Rose. V dubnu 2006 se svou ženou adoptoval Jamiyan, čtyřletou holčičku z Mongolska. v roce 2017 podal žádost o rozvod.
V listopadu 2007 se v interview pro pořad Michaela Parkinsona přiznal, že se před 7 lety vzdal alkoholu.

## Kariéra
V roce debutoval 1993 v seriálu Lipstick on Your Collar, kde ztvárnil postavu vojáka. Celovečerní debut si odbyl v témže roce a to ve filmu Jsme jenom lidi, kde si zahrál společně s Robinem Williamsem. Film ovšem nebyl přijat s nadšením a zanedlouho po premiéře byl stáhnut z amerických kin. V roce 1994 poprvé spolupracoval s režisérem Danny Boylem a natočil thriller Mělký hrob, který odstartoval úspěšnou kariéru svých tvůrců včetně jeho samého. Za svoji roli získal cenu Empire Award pro nejlepšího britského herce. Druhá spolupráce pro něj znamenala mezinárodní průlom. Za svoji roli Marka Rentona ve zfilmovaném románu Irvina Welche Trainspotting získal ceny Empire Award, Scottish BAFTA Awards a ALFS Awards. Trainspotting se stal neamerickou senzací roku, druhým nejúspěšnějším britským filmem a právem je označován slovem "kultovní"[zdroj?]. V témže roce už jako hvězda stačil natočit další tři filmy, romantickou komedii Brassed Off, romantické drama The Pillow Book a další romantickou komedii Emma s Gwyneth Paltrow.

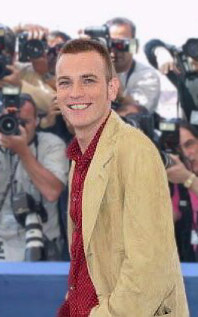
McGregor v Cannes, 2001

V roce 1997 si do třetice zopakoval spolupráci s Boylem a společně s Cameron Diazovou natočili komedii Extra život, za kterou opět získal cenu Empire Award. V roce 1998 si ještě zahrál v komorních britských filmech Tichý hlas a Sametová extáze, kde ztvárnil Curta Wilda, glam rockového zpěváka, v následujícím roce se ale poprvé představil ve velkém hollywoodském mainstreamovém filmu. V nových Star Wars: Epizoda I – Skrytá hrozba ztělesnil postavu Obi-Wana Kenobiho. Tuto roli si zopakoval ještě dvakrát ve snímcích Star Wars: Epizoda II – Klony útočí (2002) a Star Wars: Epizodě III - Pomstě Sithů (2005). Od této chvíle střídal role v komerčních hollywoodských produkcích a menších nezávislých filmech. V roce 1999 si zahrál v menších snímcích Makléř a Maska smrti, v roce 2001 naopak ztvárnil vojáka ve velkofilmu Ridleyho Scotta Černý jestřáb sestřelen a stejně komerčním snímku Moulin Rouge, kde si zahrál a zároveň i zazpíval po boku Nicole Kidmanové. Film byl nadšeně přijat diváky i kritikou, vysloužil si šest nominací na Oscara a dvě sošky za výpravu a kostýmy. On sám byl nominován na Zlatý glóbus a získal ceny Empire Awards, ALFS Award a Golden Satellite Award.
V roce 2003 si zahrál v romantické komedii Kašlu na lásku a ve snímku Tima Burtona Velká ryba. O dva roky později ztvárnil postavu Toma Lincolna v dalších velkofilmu Ostrov režiséra Michaela Baye a společně s Naomi Wattsou a Ryanem Goslingem si zahrál v thrilleru Hranice života. V roce 2006 ztělesnil postavu Normana Warneho po boku Renée Zellweger v romantickém dramatu Miss Potter.
V roce 2007 natočil s Colinem Farrellem snímek Kasandřin sen, jehož režisérem byl Woody Allen. V roce 2008 byly uvedeny do kin i jeho další filmy: akční thriller Podvod a romantické drama V plamenech.
V roce 2016 přišel jeho režisérský debut ve snímku Americká idyla, v němž také ztvárnil hlavní roli. O rok později se znovu objevil v roli Marka Rentona v pokračování filmu Trainspotting, s názvem T2 Trainspotting. V roce 2017 se objevil v třetí řadě seriálu Fargo a za svůj výkon získal Zlatý glóbus za nejlepší mužský herecký výkon v minisérii nebo TV filmu.
V roce 2020 ztvárnil hlavní zápornou postavu v akčním filmu Birds of Prey (Podivuhodná proměna Harley Quinn). V roce 2021 ztvárnil návrháře Halstona ve stejnojmenné minisérii a za svůj herecký výkon získal cenu Emmy v kategorii nejlepší herec v minisérii nebo televizním filmu.

## Filmografie

### Televize
| Rok  | Název                                           | Role                    | Poznámky                       |
| ---- | ----------------------------------------------- | ----------------------- | ------------------------------ |
| 1993 | Lipstick on Your Collar                         | Mick Hopper             | 6 dílů                         |
| 1993 | The Scarlet and The Black                       | Julien Sorel            | minisérie                      |
| 1995 | Kavanagh QC                                     | David Robert Amstrong   | díl: „Nothing But the Truth“   |
| 1996 | Karaoke                                         | Mladý muž               | díl: „Tuesday“                 |
| 1996 | Příběhy ze záhrobí                              | Ford                    | díl: „Cold War“                |
| 1997 | Pohotovost                                      | Duncan Stewart          | díl: „Proč to dělat jednoduše“ |
| 2002 | The Polar Bears of Churchill with Ewan McGregor | Sám sebe                | dokumentární seriál            |
| 2004 | Dlouhá cesta                                    | Sám sebe                | dokumentární seriál            |
| 2007 | Dlouhá cesta na Jih                             | Sám sebe                | dokumentární seriál            |
| 2010 | Bitva o Británii s Ewanem McGregorem            | Sám sebe                | dokument                       |
| 2012 | Ewan McGregor: Cold Chain Mission               | Sám sebe                | dokumentární seriál            |
| 2012 | Piloti bombardérů                               | Sám sebe                | dokument                       |
| 2013 | The Corrections                                 | Chip Lambert            | nevysílaný pilot               |
| 2013 | Divoké ostrovy Skotska                          | Sám sebe                | dokument                       |
| 2014 | Ice Bear                                        | Sám sebe                | dokument                       |
| 2015 | 6                                               | Sám sebe                | dokument                       |
| 2016 | Divoké ostrovy Vysočina                         | Vypravěč                | dokumentární seriál            |
| 2017 | Fargo                                           | Emmit Stussy/Ray Stussy | 10 dílů                        |
| 2020 | Na mašině kolem světa: Napříč Amerikami         | on sám                  | dokumentární pořad             |
| 2021 | Halston                                         | Halston                 | hlavní role, minisérie         |
| 2022 | Obi-Wan Kenobi                                  | Obi-Wan Kenobi          | také vedoucí producent         |

### Filmy
| Rok  | Název                                            | Role                         | Poznámky            |
| ---- | ------------------------------------------------ | ---------------------------- | ------------------- |
| 1993 | Jsme jenom lidi                                  | Alvarez                      |                     |
| 1994 | Mělký hrob                                       | Alex Law                     |                     |
| 1995 | Blue Juice                                       | Dean Raymond                 |                     |
| 1996 | Trainspotting                                    | Mark Renton                  |                     |
| 1996 | Kniha snů                                        | Jerome                       |                     |
| 1996 | Emma                                             | Frank Churchill              |                     |
| 1996 | Odpískáno                                        | Andy                         |                     |
| 1997 | Polibek hada                                     | Meneer Chrome                |                     |
| 1997 | Hlídač mrtvých                                   | Martin Bells                 |                     |
| 1997 | Extra život                                      | Robert Lewis                 |                     |
| 1998 | Tichý hlas                                       | Billy                        |                     |
| 1998 | Sametová extáze                                  | Curt Wild                    |                     |
| 1998 | Desserts                                         | Stroller                     | krátkometrážní film |
| 1999 | Star Wars: Epizoda I – Skrytá hrozba             | Obi-Wan Kenobi               |                     |
| 1999 | Maska smrti                                      | Stephen Wilson               |                     |
| 1999 | Makléř                                           | Nick Leeson                  |                     |
| 2000 | Nora                                             | James Joyce                  |                     |
| 2001 | Černý jestřáb sestřelen                          | John Grimes                  |                     |
| 2001 | Moulin Rouge!                                    | Christian                    |                     |
| 2002 | Star Wars: Epizoda II – Klony útočí              | Obi-Wan Kenobi               |                     |
| 2003 | Velká ryba                                       | mladý Edward Bloom           |                     |
| 2003 | Kašlu na lásku                                   | Catcher Block                |                     |
| 2003 | Adamovo tajemství                                | Joe Taylor                   |                     |
| 2005 | Star Wars: Epizoda III – Pomsta Sithů            | Obi-Wan Kenobi               |                     |
| 2005 | Ostrov                                           | Tom Lincoln / Lincoln 6 Echo |                     |
| 2005 | Hranice života                                   | Sam Foster                   |                     |
| 2006 | Stormbreaker                                     | Ian Rider                    |                     |
| 2006 | Scény z partnerského života                      | Billy                        |                     |
| 2006 | Miss Potter                                      | Norman Warne                 |                     |
| 2007 | Kasandřin sen                                    | Ian                          |                     |
| 2008 | Podvod                                           | Jonathan                     |                     |
| 2008 | V plamenech                                      | Jasper Black                 |                     |
| 2009 | I Love You Phillip Morris                        | Phillip Morris               |                     |
| 2009 | Amelia                                           | Gene Vidal                   |                     |
| 2009 | Andělé a démoni                                  | Camerlengo Patrick McKenna   |                     |
| 2009 | Muži, co zírají na kozy                          | Bob Wilton                   |                     |
| 2010 | Muž ve stínu                                     | ghostwriter                  |                     |
| 2010 | Kouzelná chůva a Velký třesk                     | Rory Green                   |                     |
| 2010 | Jackboots on Whitehall                           | Chris (hlas)                 |                     |
| 2010 | Začátky                                          | Oliver Fields                |                     |
| 2011 | Dokonalý smysl                                   | Michael                      |                     |
| 2011 | Nejrychlejší                                     | Vypravěč (hlas)              |                     |
| 2011 | Zkrat                                            | Kenneth                      |                     |
| 2012 | Lov lososů v Jemenu                              | Dr. Alfred Jones             |                     |
| 2012 | Nic nás nerozdělí                                | Henry Bennett                |                     |
| 2013 | Jack a obři                                      | Elmont                       |                     |
| 2013 | Blízko od sebe                                   | Bill Fordham                 |                     |
| 2014 | Všechny cesty vedou do hrobu                     | Kovboj                       |                     |
| 2014 | Syn zmaru                                        | Brendan Lynch                |                     |
| 2015 | Mortdecai: Grandiózní případ                     | inspektor Alistair Martland  |                     |
| 2015 | 40 dní v poušti                                  | Ježíš / Satan                |                     |
| 2015 | Miles Ahead                                      | Dave Brill                   |                     |
| 2015 | Star Wars: Síla se probouzí                      | Obi-Wan Kenobi (hlas)        |                     |
| 2016 | Pistolnice Jane                                  | John Bishop                  |                     |
| 2016 | Zrádce mezi námi                                 | Peregrine „Perry“ Makepeace  |                     |
| 2016 | Americká idyla                                   | Seymour „Swede“ Levov        | také režisér        |
| 2017 | Kráska a zvíře                                   | Lumiere                      |                     |
| 2017 | T2 Trainspotting                                 | Mark Renton                  |                     |
| 2018 | Kryštůfek Robin                                  | Kryštůfek Robin              |                     |
| 2018 | Zoe                                              | Cole                         |                     |
| 2019 | Doktor Spánek od Stephena Kinga                  | Danny Torrance               |                     |
| 2019 | Star Wars: Vzestup Skywalkera                    | Obi-Wan Kenobi (hlas)        |                     |
| 2020 | Birds of Prey (Podivuhodná proměna Harley Quinn) | Roman Sionis                 |                     |
| 2021 | The Birthday Cake                                | otec Kelly                   |                     |
| 2022 | Pinocchio                                        | mluvící cvrček               |                     |
| —    | The Cow                                          | Charlie Granger              |                     |
| —    | The Land of Sometimes                            | Sběratel přání               |                     |

## Rozhovory
- ROZHOVOR – EWAN MCGREGOR z filmu Dokonalý smysl